# Ryan Reynolds

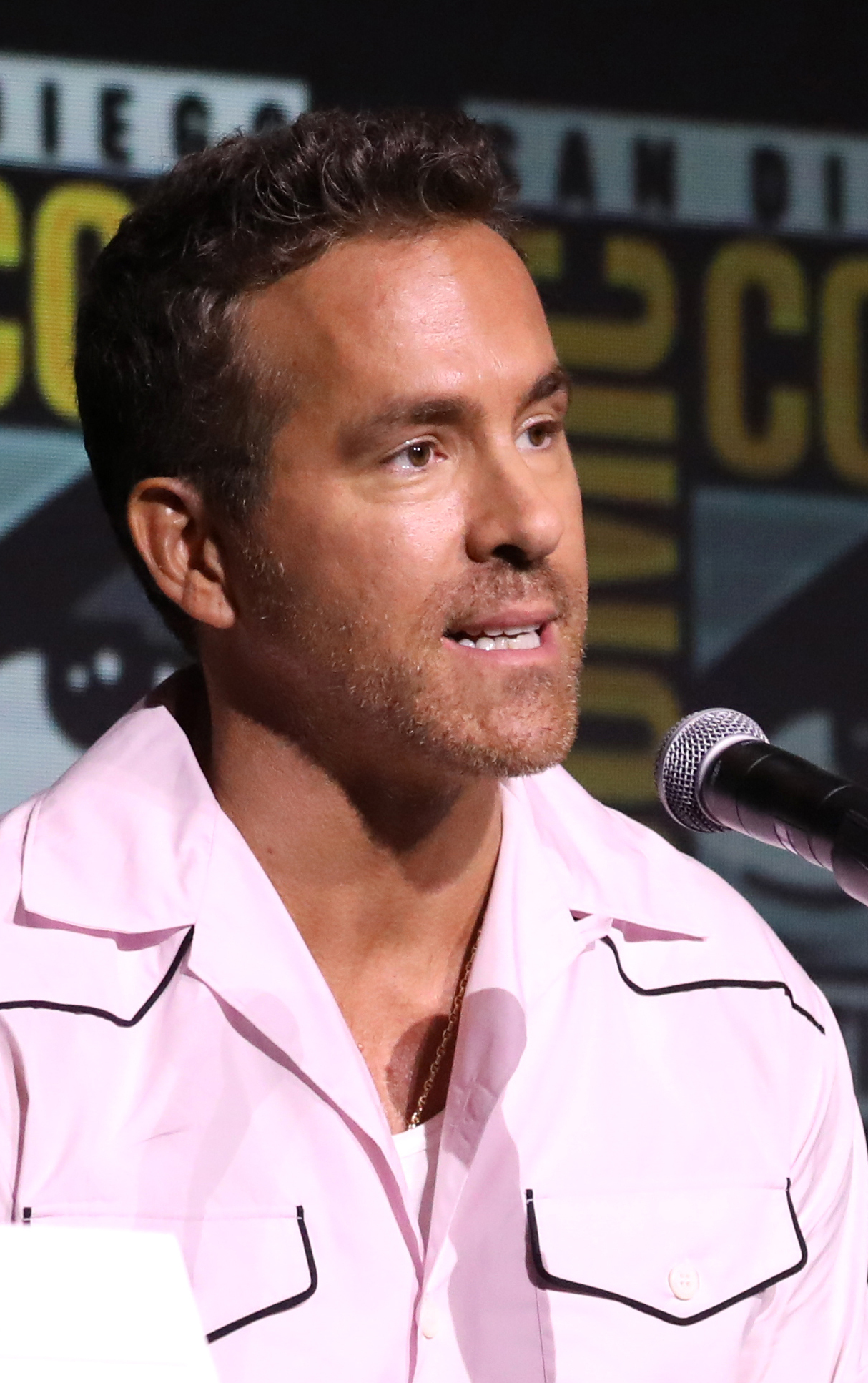
Ryan Reynolds (2024)

Ryan Rodney Reynolds, OC (* 23. Oktober 1976 in Vancouver, British Columbia) ist ein kanadisch-US-amerikanischer Schauspieler und Filmproduzent.

## Leben und Wirken

### Kindheit
Reynolds Vater James diente bei der Royal Canadian Mounted Police in Vancouver, wo er später auch als Lebensmittelgroßhändler tätig war. Seine Mutter Tammy arbeitete als Verkäuferin im Einzelhandel. Reynolds ist der jüngste von vier Brüdern. Er entstammt einer katholischen Familie mit irischen, schottischen und englischen Wurzeln; sein Elternhaus beschrieb er selber als „streng“.

### Schauspielkarriere
In den Jahren von 1991 bis 1993 spielte Reynolds in der Nickelodeon-Serie Hillside (aka Fifteen) mit und war dafür für einen Youth in Film Award nominiert. Eine Zeit lang war Reynolds in diversen kanadischen Fernsehproduktionen zu sehen. Mit dem ebenfalls aus Vancouver stammenden Schauspieler Chris William Martin reiste er nach Los Angeles, um dort ihre Karrieren voranzutreiben. Nach einigen Monaten erhielt Reynolds die Rolle des Berg in der Fernsehserie Ein Trio zum Anbeißen angeboten, welche sich zu einem Erfolg entwickelte. Es war diese Serie, die ihm Möglichkeiten für Rollen in größeren Filmproduktionen eröffnete. Seine erste Hauptrolle verkörperte Reynolds 2002 in der Komödie Party Animals – Wilder geht’s nicht!. Ein Jahr später wurde er in der kanadischen Filmproduktion Foolproof – Ausgetrickst erneut für die Hauptrolle besetzt.
In den Jahren danach konnte Reynolds weitere Erfolge als Wesley Snipes’ Mitstreiter 2004 in Blade: Trinity sowie 2005 in Amityville Horror – Eine wahre Geschichte, dem Remake des MGM-Films The Amityville Horror, verbuchen. Es folgten weitere Hauptrollen in Filmen wie Wild X-Mas (2005), Smokin’ Aces (2006) und Vielleicht, vielleicht auch nicht (2008). In dem X-Men-Ableger X-Men Origins: Wolverine trat Reynolds 2009 zum ersten Mal als Deadpool auf, wobei es sich jedoch lediglich um eine Nebenrolle handelte. Im selben Jahr verkörperte er auch in der kommerziell erfolgreichen Filmkomödie Selbst ist die Braut neben Sandra Bullock die männliche Hauptrolle.
Für die Comicverfilmung Green Lantern (2011) wurde Reynolds in der gleichnamigen Titelrolle besetzt. Der überaus teuer produzierte Superhelden-Film entwickelte sich an den Kinokassen jedoch zu einem kommerziellen Misserfolg. In den Jahren danach folgten weitere Hauptrollen in Filmproduktionen wie Wie ausgewechselt (2011), R.I.P.D. (2013) und Die Frau in Gold (2015). 2016 wurde Reynolds erneut für die Rolle des Deadpool in der gleichnamigen Comicvefilmung besetzt, wobei es sich bei dieser Version nicht um eine wortkarge Kampfmaschine wie zuvor in X-Men Origins: Wolverine, sondern um einen satirischen, unablässig plappernden Antihelden handelte. Reynolds Darstellung wurde äußerst positiv aufgenommen und der Film an den Kinokassen zum kommerziellen Erfolg.
2018 folgte die Fortsetzung Deadpool 2, die ähnlich erfolgreich wie der Vorgänger lief. 2017 lieh Reynolds in Pokémon Meisterdetektiv Pikachu dem gleichnamigen Pokémon seine Stimme. Es folgten Filme wie die Netflix-Produktionen 6 Underground (2019) und The Adam Project (2022) sowie die Actionkomödien Killer’s Bodyguard 2 und Free Guy (beide von 2021), in denen Reynolds jeweils in der Hauptrolle besetzt wurde. 2024 kehrte er für den dritten Deadpool-Film, Deadpool & Wolverine, ein weiteres Mal in seine Rolle als wortgewandter Antiheld zurück und wurde (durch die Produktion der Walt Disney Company) erstmals zum Teil des sogenannten Marvel Cinematic Universe.

### Privates

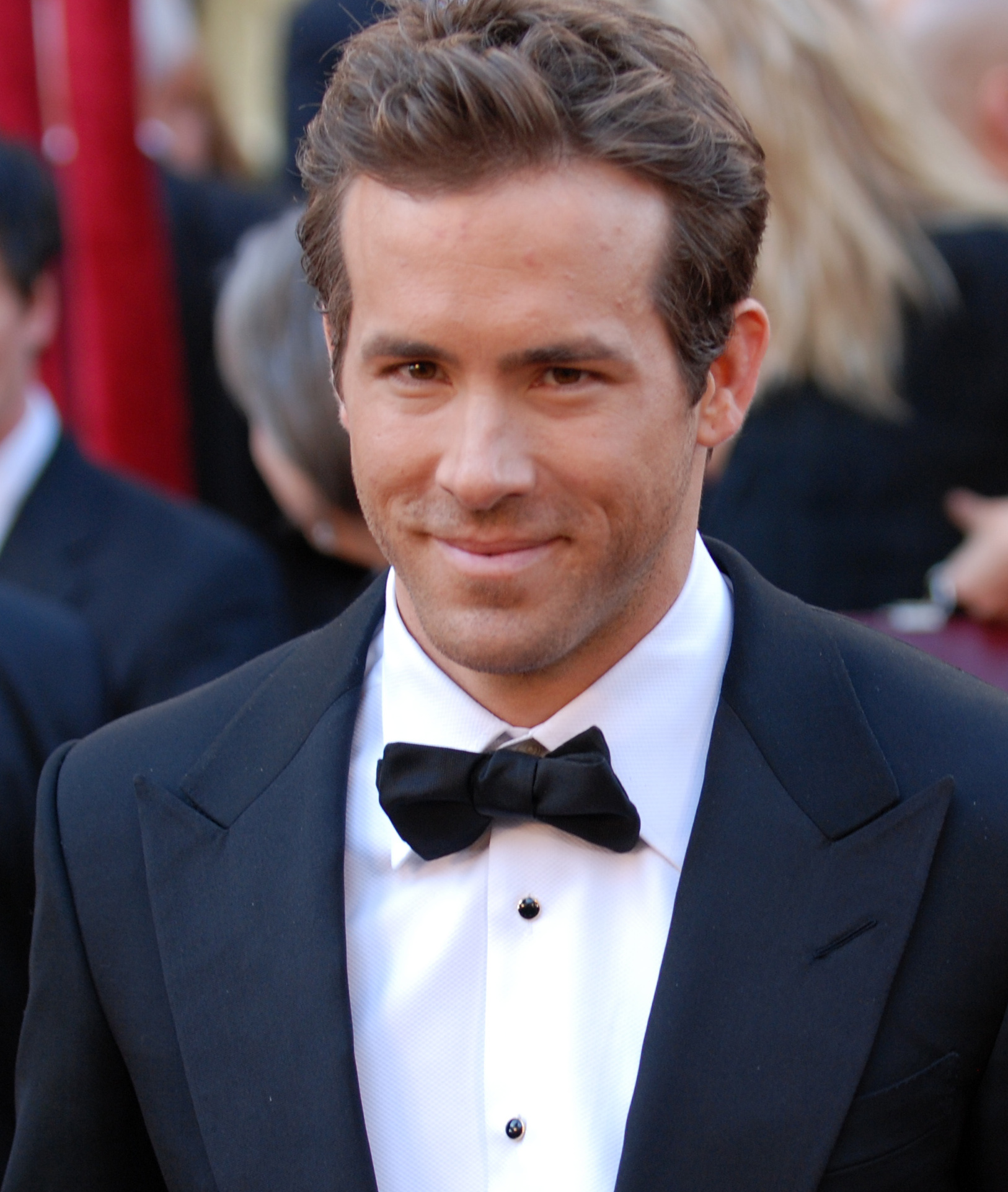
Ryan Reynolds (2010)

Ab 2002 war Reynolds mit der Sängerin Alanis Morissette liiert. Im Februar 2007 gab das Paar bekannt, sich getrennt zu haben.
Bald nach dem Ende der Beziehung mit Morissette begann Reynolds ein Verhältnis mit seiner Schauspielkollegin Scarlett Johansson. Am 27. September 2008 heiratete das Paar in Tofino (British Columbia). Ende 2010 gab das Paar die Trennung bekannt, die Scheidung der Ehe erfolgte am 1. Juli 2011.
Anschließend begann Reynolds eine Beziehung mit Blake Lively, die er zuvor bei den Dreharbeiten zu Green Lantern kennen gelernt hatte. Im September 2012 heirateten beide auf der Plantage Boone Hall in Mount Pleasant (South Carolina). Zusammen haben sie heute vier Kinder, drei Töchter und einen Sohn (* 2014, 2016, 2019 und 2023).
Im Dezember 2024 wurde Reynolds zum Officer des Order of Canada ernannt.

## Sonstiges
- Im November 2010 wurde Reynolds vom US-Magazin People zum „Sexiest Man Alive“ gewählt.[13]
- Seit 2018 besitzt Reynolds zusätzlich die US-amerikanische Staatsbürgerschaft.[14]

Ryan Reynolds’ Mobilfunkfirma „Mint Mobile“, an der er rund 25 Prozent Anteile seit 2019 hielt, wurde für 1,35 Milliarden Dollar von T-Mobile im März 2023 aufgekauft.
- Laut dem Wirtschaftsmagazin Forbes belegt Reynolds im Zeitraum Juni 2019 bis Juni 2020 den zweiten Platz in der Kategorie bestbezahlter männlicher Schauspieler.[16]
- Im November 2020 kaufte Reynolds zusammen mit seinem Kollegen Rob McElhenney den walisischen Fußballverein AFC Wrexham.[17]
- Seit 2023 besitzt er mit Rob McElhenney sowie weiteren Investoren eine Minderheitsbeteiligung am Motorsportrennstall Alpine F1 Team.[18]
- Ryan Reynolds hört man in den deutschen Synchronfassungen zumeist mit der Stimme von Dennis Schmidt-Foß.
- Er spielte im Musikvideo zu Taylor Swifts Song „You Need To Calm Down“ mit
- Am 19. Juli 2024 erschien er in dem Musikvideo „Chk Chk Boom“ der K-Pop Gruppe Stray Kids

## Filmografie

### Schauspieler
- 1991: Hillside (Fernsehserie, 18 Folgen)
- 1993: Ordinary Magic (Ganesh)
- 1993–1994: Odyssee ins Traumland (The Odyssey, Fernsehserie, 13 Folgen)
- 1994: Meine Welt zerbricht (My Name Is Kate, Fernsehfilm)
- 1995: Serving the Silence: The Margarethe Cammermeyer Story (Fernsehfilm)
- 1995–1998: Outer Limits – Die unbekannte Dimension (The Outer Limits, Fernsehserie, 3 Folgen)
- 1996: Akte X – Die unheimlichen Fälle des FBI (The X-Files, Fernsehserie, Folge 3x13 Energie)
- 1996: Todesdiät – Der Preis der Schönheit (When Friendship Kills, Fernsehfilm)
- 1996: Sabrina und die Zauberhexen (Sabrina the Teenage Witch, Fernsehfilm)
- 1997: Alarm-Profis (Life During Wartime)
- 1998: Mein Uropa, der Held (Tourist Trap, Fernsehfilm)
- 1998–2001: Ein Trio zum Anbeißen (Two Guys, a Girl and a Pizza Place, Fernsehserie, 81 Folgen)
- 1999: Ich liebe Dick (Dick)
- 1999: Coming Soon
- 2000: Frankenstein lebt (Boltneck / Big Monster on Campus)
- 2000: We All Fall Down
- 2001: Finder’s Fee
- 2002: Die Hochzeitsfalle (Buying the Cow)
- 2002: Party Animals – Wilder geht’s nicht! (National Lampoon’s Van Wilder)
- 2003: Scrubs – Die Anfänger (Scrubs, Fernsehserie, Folge 2x22 Mein Traumjob)
- 2003: Ein ungleiches Paar (The In-Laws)
- 2003: Foolproof – Ausgetrickst (Foolproof)
- 2004: Blade: Trinity
- 2004: Harold & Kumar (Harold & Kumar Go to White Castle)
- 2004–2005: Zeroman (Fernsehserie, 14 Folgen, Stimme von Ty Cheese)
- 2005: Amityville Horror – Eine wahre Geschichte (The Amityville Horror)
- 2005: School of Life – Lehrer mit Herz (School of Life)
- 2005: Wild X-Mas (Just Friends)
- 2005: AbServiert (Waiting…)
- 2007: Smokin’ Aces
- 2007: The Nines – Dein Leben ist nur ein Spiel (The Nines)
- 2007: My Boys (Fernsehserie, Folge 1x19 Douchebag in the City)
- 2007: Chaos Theory
- 2008: Vielleicht, vielleicht auch nicht (Definitely, Maybe)
- 2008: Zurück im Sommer (Fireflies in the Garden)
- 2009: X-Men Origins: Wolverine
- 2009: Selbst ist die Braut (The Proposal)
- 2009: Adventureland
- 2009: Paper Man – Zeit erwachsen zu werden (Paper Man)
- 2010: Buried – Lebend begraben (Buried)
- 2011: Green Lantern
- 2011: Wie ausgewechselt (The Change-Up)
- 2011–2012: Family Guy (Fernsehserie, 2 Folgen, Stimme)
- 2012: Safe House
- 2012: Ted
- 2013: Die Croods (The Croods, Stimme)
- 2013: R.I.P.D.
- 2013: Turbo – Kleine Schnecke, großer Traum (Turbo, Stimme von Turbo)
- 2014: The Voices
- 2014: The Captive – Spurlos verschwunden (The Captive)
- 2014: A Million Ways to Die in the West
- 2015: Dirty Trip – Ein dreckiger Trip (Mississippi Grind)
- 2015: Die Frau in Gold (Woman in Gold)
- 2015: Self/less – Der Fremde in mir (Self/less)
- 2016: Deadpool
- 2016: Das Jerico Projekt (Criminal)
- 2017: Life
- 2017: Killer’s Bodyguard (The Hitman’s Bodyguard)
- 2018: Deadpool 2
- 2019: Pokémon Meisterdetektiv Pikachu (Pokémon: Detective Pikachu)
- 2019: Fast & Furious: Hobbs & Shaw (Fast & Furious Presents: Hobbs & Shaw)
- 2019: 6 Underground
- 2020: Die Croods – Alles auf Anfang (The Croods: A New Age, Stimme)
- 2021: Killer’s Bodyguard 2 (The Hitman’s Wife’s Bodyguard)
- 2021: Free Guy
- 2021: Red Notice
- 2022: The Adam Project
- 2022: Bullet Train
- 2022: Spirited
- 2023: Ghosted
- 2024: IF: Imaginäre Freunde (IF)
- 2024: Deadpool & Wolverine

### Filmproduzent
- 2016: Deadpool
- 2018: Deadpool 2 (auch Drehbuchautor)
- 2021: Free Guy
- 2022: The Adam Project
- 2024: IF: Imaginäre Freunde (IF)
- 2024: Deadpool & Wolverine